# 羅卓瑤
羅卓瑤（英语：Clara Law，1957年5月29日—），出生于澳门，华语影视导演、编剧、制作人，毕业于香港大学。

## 演艺经历
1985年，执导个人首部电影从而开启了她的导演生涯。
1988年4月16日，执导的爱情喜剧电影《我爱太空人》在中国大陆上映，该片由甘国亮、恬妞、曾志伟联合主演。1989年，执导由王祖贤、单立文合作主演的剧情电影《潘金莲之前世今生》。
1990年12月6日，执导的剧情电影《爱在他乡的季节》在中国大陆上映，该片入围第10届香港电影金像奖最佳影片奖、第27届台湾电影金马奖最佳影片奖，她凭借该片入围第10届香港电影金像奖最佳导演奖、第27届台湾电影金马奖最佳导演奖。
1991年，执导由黎明、李克勤共同主演的励志电影《YES一族》。1992年，执导由永濑正敏、李佩蕙、蔡少云联合主演的喜剧电影《秋月》，该片入围第30届台湾电影金马奖最佳影片奖，她凭借该片入围第30届台湾电影金马奖最佳导演奖。
1993年，执导由吴兴国、陈冲合作主演的古装爱情电影《诱僧》，该片根据李碧华的同名小说改编，入围第50届威尼斯国际电影节主竞赛单元、第13届香港电影金像奖最佳影片奖，她凭借该片入围第13届香港电影金像奖最佳导演奖。
1996年，执导的剧情电影《浮生》上映，该片入围第33届台湾电影金马奖最佳影片奖，她凭借该片入围第33届台湾电影金马奖最佳导演奖。2000年，执导爱情电影《遇上1967的女神》，该片入围第57届威尼斯国际电影节主竞赛单元，她凭借该片获得芝加哥电影节最佳导演奖。2004年，执导纪录片《给阿里的信》，并担任该片的制片人。
2009年，自编自导由吴彦祖、袁泉共同主演的剧情电影《如梦》，该片入围第46届台湾电影金马奖最佳原著剧本奖，她凭借该片入围第46届台湾电影金马奖最佳导演奖。2010年，与邱礼涛、麦曦茵、陈果联合执导剧情短片《香港四重奏》；同年，执导由吴彦祖主演的剧情电影《赤地》，该片讲述了一个关于环保、关于末世的故事，成为唯一一部入围第67届威尼斯电影节地平线单元的华语电影。
2015年1月16日，自编自导的喜剧电影《暴走神探》在中国大陆上映，该片由阮经天、周冬雨、杨子姗联合主演，主要讲述了民国时期的上海法租界警探范如一与富家女宋小乔、盲女慧兰等之间发生的一系列故事。
2021年11月27日，憑借電影《花果飄零》，奪得2021年金馬獎最佳導演殊榮。

## 電影編導作品
- 1988年 《我爱太空人》
- 1989年 《潘金蓮之前世今生》
- 1990年 《愛在別鄉的季節》
- 1991年 《Yes一族》
- 1992年 《秋月》
- 1993年 《誘僧》
- 1994年 《雲吞湯》（短片）
- 1996年 《浮生》
- 2000年 《遇上1967的女神》
- 2004年 《給阿里的信》
- 2009年 《如梦》
- 2010年 《香港四重奏》（短片）
- 2015年 《暴走神探》
- 2021年 《花果飄零》

## 電視編導
- 1981年 香港香港：浮雲
- 1983年 香港香港：困獸
- 1987年 小說家族：為逝去的
- 1987年 小說家族：像我這樣一個女子
- 1987年 小說家族：男燒衣

## 獎項

### 金馬獎
| 年份   | 獎項         | 影片           | 結果 |
| ------ | ------------ | -------------- | ---- |
| 1990年 | 最佳劇情長片 | 愛在別鄉的季節 | 提名 |
| 1990年 | 最佳導演     | 愛在別鄉的季節 | 提名 |
| 1993年 | 最佳導演     | 秋月           | 提名 |
| 1996年 | 最佳原著劇本 | 浮生           | 提名 |
| 1996年 | 最佳導演     | 浮生           | 提名 |
| 2009年 | 最佳原著劇本 | 如夢           | 提名 |
| 2009年 | 最佳導演     | 如夢           | 提名 |
| 2021年 | 最佳導演     | 花果飄零       | 獲獎 |

### 香港電影金像獎
| 年份   | 獎項     | 影片           | 結果 |
| ------ | -------- | -------------- | ---- |
| 1991年 | 最佳導演 | 愛在別鄉的季節 | 提名 |
| 1994年 | 最佳導演 | 誘僧           | 提名 |

### 盧卡諾影展
| 年份   | 獎項   | 影片 | 結果 |
| ------ | ------ | ---- | ---- |
| 1992年 | 金豹獎 | 秋月 | 獲獎 |
| 1996年 | 金豹獎 | 浮生 | 提名 |
| 1996年 | 銀豹獎 | 浮生 | 獲獎 |

### 威尼斯影展
| 年份   | 獎項   | 影片           | 結果 |
| ------ | ------ | -------------- | ---- |
| 1993年 | 金獅獎 | 誘僧           | 提名 |
| 2000年 | 金獅獎 | 寻找1967的女神 | 提名 |

## 外部連結
- 羅卓瑤在互联网电影资料库（IMDb）上的資料（英文）
- 羅卓瑤在香港影庫上的簡介